# Zdeněk Psotka
Zdeněk Psotka (* 18. November 1973 in Olomouc) ist ein ehemaliger tschechischer Fußballspieler und derzeitiger Fußballtrainer.

## Spielerkarriere
Psotka begann seine Karriere bei Sokol Nedvězí. Im Alter von 13 Jahren wechselte der Torwart zu Sigma Olmütz. Im Frühjahr 1992 war er die Nummer zwei hinter Luboš Přibyl, nachdem sich Ersatztorwart Martin Vaniak verletzt hatte. In der Folgezeit kam Psotka am Duo Přibyl-Vaniak jedoch nicht vorbei. Er wechselte zum SK Litovel, in der Saison 1994/95 spielte er beim damaligen Zweitligisten ČSK Uherský Brod.
Danach konzentrierte sich der Torwart vornehmlich auf sein Hochschulstudium. Nachdem er sich an der Schulter verletzt hatte, bekam er von Sigma Olmütz die Möglichkeit, als Co-Trainer bei der B-Mannschaft anzufangen.

## Trainerkarriere
Nach einer Saison als Assistent beim B-Team trainierte Psotka im Spieljahr 1999/00 die Junioren von Sigma. Von 2000 bis 2005 war Psotka Cheftrainer der B-Mannschaft, mit der er 2000/01 in die 2. Liga aufstieg. Seit 2005 coachte der ehemalige Torhüter die A-Junioren des Klubs und war zugleich Leiter der gesamten Juniorenabteilung.
Zur Saison 2008/09 unterschrieb Psotka einen Dreijahresvertrag bei den Profis von Sigma Olmütz.